# Junta Vecinal Municipal de Miranda y El Albujón
La Junta Vecinal de Miranda y El Albujón es una entidad de ámbito territorial inferior al municipio de Cartagena, resultado de los intentos descentralizadores por parte del Ayuntamiento para constituirse en Entidad Local Menor. Engloba las diputaciones de Miranda y El Albujón, como bien indica su nombre.
Forma parte del Distrito nº 2 de Cartagena, siendo este integrado por las diputaciones y/o barrios de Miranda, Santa Ana, La Aljorra, El Albujón y Pozo Estrecho, y presidido por un edil municipal.

## Competencias
Sus competencias y ámbito de actuación vienen reguladas por el Reglamento de participación ciudadana, distritos y juntas vecinales municipales, publicado por el Ayuntamiento de Cartagena.
Según el artículo 46 de dicho reglamento:
Las Juntas Municipales en su demarcación territorial y con carácter general, ejercerán las
competencias conferidas por el alcalde y/o la Junta de Gobierno en las siguientes materias:
- Mantenimiento, conservación, reparación o reposición, en las infraestructuras y edificios simples que se relacionan:
  - Alumbrado público, entubados, viales, caminos, plazas, calles u en cualquier infraestructura general.
  - Colegios públicos, centros culturales, polivalentes, integrales, deportivos  y en general cualquier edificio, local o dependencia municipal.
  - Jardines públicos sin que suponga la creación de espacios verdes.
- No obstante lo anterior, no podrá acometerse actuación alguna que suponga alteración o modificación o que este incluida en un proyecto de cualquier índole bien sea global o parcial de ejecución de obras de contrato de mantenimiento o prestación de servicios, salvo las de mejora que están previamente autorizadas.
- Actividades culturales, sociales, deportivas y en general cualquier actuación encaminada a promocionar este tipo de actos, así como convenios y acuerdos de colaboración, siempre y cuando no suponga duplicidad con actos, campañas o promociones previstas por los servicios generales del Ayuntamiento.
- Celebración y promoción de actividades lúdicas y festivas con motivo de los festejos populares, tales como fiestas patronales, navidades y Reyes, Semana Santa, etc.
- Cualquier otra que se les confiera.

## Composición de la junta
La junta se forma en función de los votos recaudados en cada una de las diputaciones que formen la junta en las elecciones municipales, de tal forma que hasta la fecha (2016), los componentes de dicha junta son:
- Ángel Nieto Huertas (PP), en calidad de presidente de la junta.

Vocales por el PP
- Josefa Martos Pérez.
- Juana Espinosa Sánchez.
- Mª. del Pilar Ródenas Nicolás.
- Antonio Ayala García.

Vocales por el PSOE
- Raquel Hernández Robles.
- Isabel Saura Parra.

Vocales por Ciudadanos-Partido de la Ciudadanía
- Salvador Martínez Cañavate.

Vocales por Movimiento Ciudadano de Cartagena
- Lara Bordonado Pérez.